# Gary Teale
Gary Teale est un footballeur international écossais, né le 21 juillet 1978 à Glasgow.
Sa carrière commença en Scottish Premier League, dans les clubs de Clyde Football Club puis de Ayr United Football Club. Il rejoignit ensuite l'Angleterre en F.A. Premier League et en division inférieure, avec les clubs de Wigan Athletic Football Club et de Derby County Football Club.
Il a connu sa première sélection internationale tardivement, à 28 ans, le 1er mars 2006, pour une défaite 1-3 contre la Suisse à Hampden Park à Glasgow. Il avait alors remplacé Barry Ferguson à la mi-temps.
Il a connu depuis 12 autres sélections, ayant participé de manière active aux Éliminatoires du championnat d'Europe de football 2008, dans le groupe B.
Le 1er juillet 2011, il signe pour le club écossais de Saint Mirren marquant par là son retour en Écosse dont il était parti dix ans plus tôt.